# Çağlayan, Dinar
Çağlayan là một xã thuộc huyện Dinar, tỉnh Afyonkarahisar, Thổ Nhĩ Kỳ. Dân số thời điểm năm 2011 là 261 người.